# Abradinou
Abradinou  est une localité de l'est de la Côte d'Ivoire, et appartenant au département d'Abengourou, région Indénié-Djuablin. La localité d'Abradinou est un chef-lieu de commune.

## Histoire

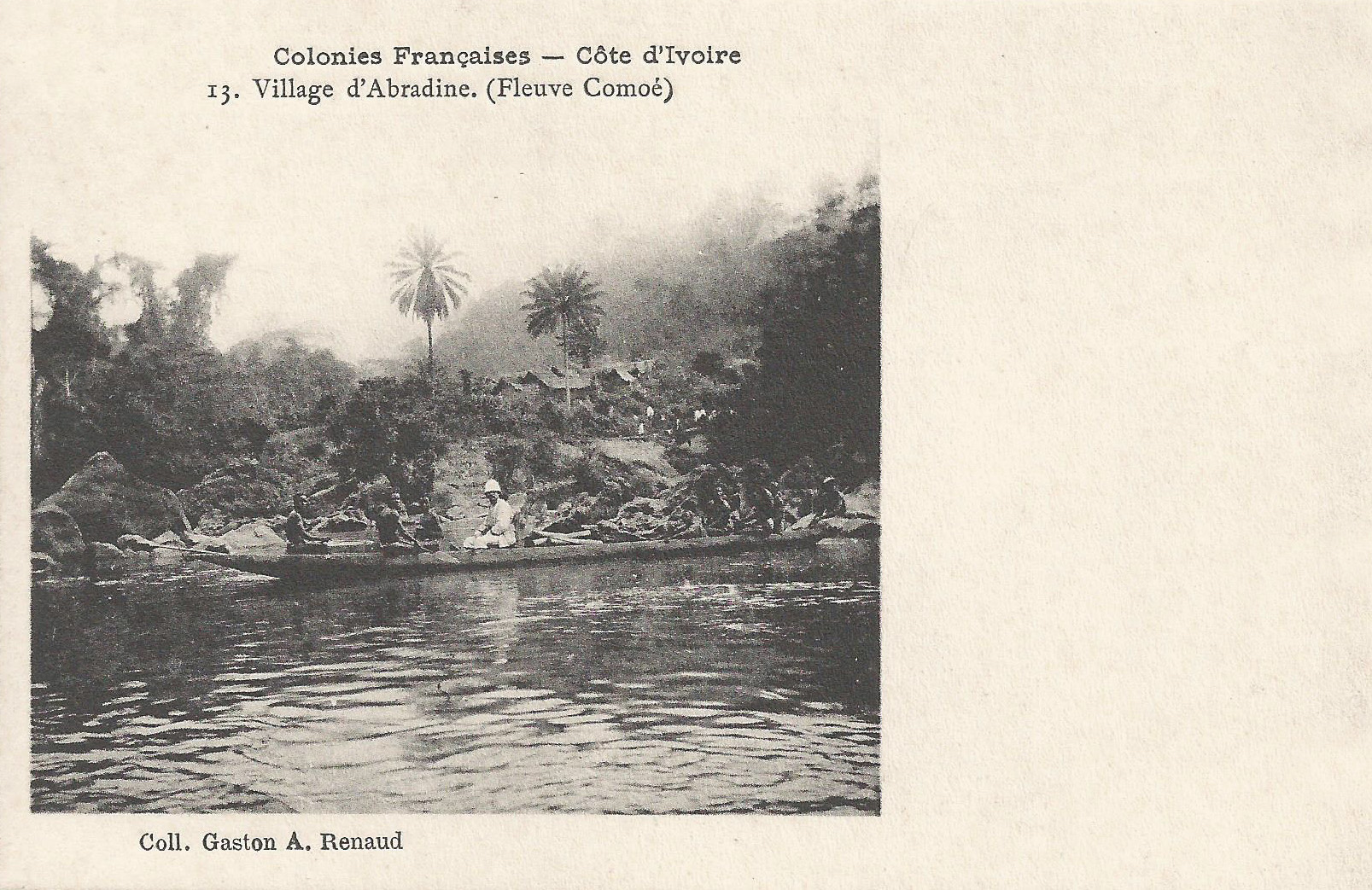
Village d'Abradinou sur le Comoé (vers 1902-1904).

Louis-Gustave Binger et Marcel Treich-Laplène y entrent, le lundi 11 mars 1889. Binger écrit : « Abradinou est situé sur une berge élevée de 6 mètres au-dessus du niveau actuel du Comoé. A l'atterrissage sont amarrées une douzaine de bonnes pirogues de différentes dimensions, servant, les unes au transport des marchandises, les autres à la pêche. C'est ici que nous rencontrons les premières pêcheries sur le fleuve même. [...] Nous sommes fort bien accueillis par Bourbé [chef du village], qui ne nous laisse manquer de rien : volailles, foutou, bananes et vin de palme nous arrivent en abondance ».